# 德尔斐 (市镇)
德尔斐（希臘語：Δελφοί），是希腊中希臘大區福基斯专区的市镇，行政中心为阿姆菲萨镇。市镇面积为1,121.7平方公里，2021年人口数量为24,165人。
现今范围的市镇设立于2011年地方政府改革中，由原8个市镇合并而成，原市镇则成为此市镇的8个市区。德尔斐市区（即原德尔斐市镇）的面积为73.13平方公里，2021年人口数量为1,465人。